# Любчанська волость
Любчанська волость — історична адміністративно-територіальна одиниця Новогрудського повіту Мінської губернії з центром у містечку Любча.
Станом на 1886 рік складалася з 21 поселень, 5 сільських громад. Населення — 8033 особи (4067 чоловічої статі та 3966 — жіночої), 700 дворових господарств.
|                     | Площа, десятин | У тому числі орної, дес. |
| ------------------- | -------------- | ------------------------ |
| Сільських громад    | 8122           | 3650                     |
| Приватної власності | 13906          | 2697                     |
| Іншої власності     | 151            | 106                      |
| Загалом             | 22179          | 6461                     |

Поселення волості:
- Любча — колишнє власницьке містечко при річці Німан, 670 осіб, 60 дворів, православна церква, 2 синагоги, школа, 21 лавка.
- Делятичі — колишнє власницьке містечко при річці Німан, 770 осіб, 71 двір, православна церква, школа, млин, 2 лавки.
- Загор'є-Сененське — колишнє власницьке село, 300 осіб, 32 двори, 2 православні церкви, каплиця.